# Landtagswahl in Rheinland-Pfalz 1983
- SPD: 43
- CDU: 57

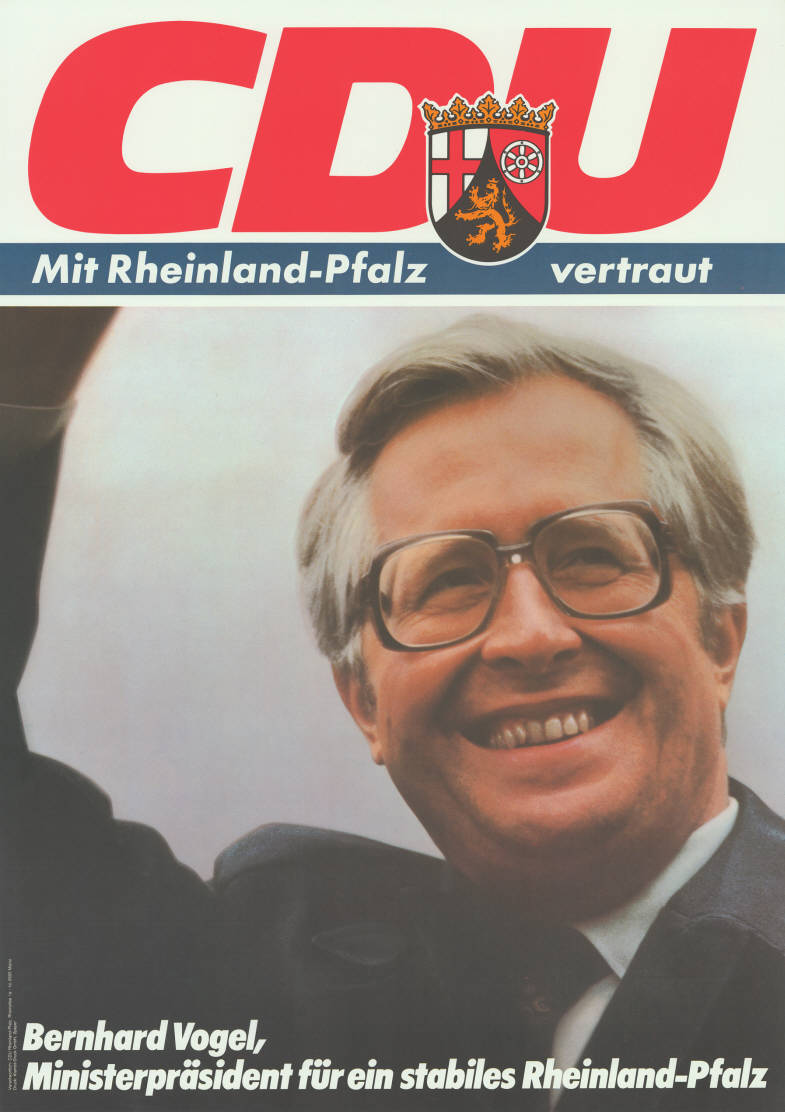
Wahlplakat der CDU mit Ministerpräsident Vogel

Die Landtagswahl in Rheinland-Pfalz 1983 fand am 6. März zusammen mit der Bundestagswahl 1983 statt, was zu einer außergewöhnlich hohen Wahlbeteiligung von 90,4 % führte. Der FDP gelang erstmals nicht der Einzug in den Landtag. Sie scheiterte nicht nur klar an der Fünf-Prozent-Hürde, sondern schnitt schlechter ab als die erstmals kandidierenden Grünen. Wahlsieger war die von Ministerpräsident Bernhard Vogel geführte CDU, die ihre absolute Mehrheit ausbauen konnte.

## Ausgangslage
Einer Alleinregierung der CDU unter Ministerpräsident Bernhard Vogel standen SPD und FDP als Oppositionsparteien im Parlament gegenüber.

## Wahlergebnis
Landtagswahl am 6. März 1983
Wahlberechtigte: 2.811.713
Wähler: 2.541.834 (Wahlbeteiligung: 90,40 %)
Gültige Stimmen: 2.515.393 
 Ungültige Stimmen: 26.441 (1,04 %)
| Partei | Stimmen   | Anteil in % | Sitze | Sitze 1979 |
| CDU    | 1.306.090 | 51,92       | 57    | 51         |
| SPD    | 995.795   | 39,59       | 43    | 43         |
| GRÜNE  | 113.809   | 4,52        |       |            |
| FDP    | 88.289    | 3,51        |       | 6          |
| DKP    | 4.940     | 0,20        |       |            |
| NPD    | 3.656     | 0,15        |       |            |
| ASG    | 2.814     | 0,11        |       |            |
| Total  | 2.515.393 |             | 100   | 100        |

→ Liste der Mitglieder des Landtages Rheinland-Pfalz (10. Wahlperiode)

## Trivia
Da die Landtagswahl am selben Tag wie die Bundestagswahl stattfand, stand in Rheinland-Pfalz neben Bernhard Vogel auch sein Bruder Hans-Jochen als Kanzlerkandidat der SPD zur Wahl.